# سرسکی لاس
سرسکی لاس (به لهستانی:  Serski Las) یک روستا در لهستان است که در گمینا پواسکا واقع شده‌است.